# Ragnhild Franzén-Ander
Elsa Ragnhild Franzén-Ander, född 25 december 1891 i Helsingfors, död 1944, var en svensk textilkonstnär. Hon var från 1922 gift med konstnären Ture Ander.
Familjen Franzén flyttade runt sekelskiftet från Helsingfors och runt 1913 började hon vid systrarna Fjæstads väveri. Hon blev snabbt en av de bästa eleverna. Där lärde hon känna Elsa Hallgren och de blev bästa vänner och de hjälpte varandra i arbetet. Efter åtta år vid Fjæstads väveri slutade hon och gifte sig med Ture Ander. Vid sidan av husgöromålen vävde hon en hel del hemma och hennes arbeten såldes över hela Sverige. Delar av hennes textilkonst visades i utställningen Kvinnorna på Rackstadmuseet i Arvika 1996. Makarna Ander är begravda på Arvika kyrkogård.